# دموکراسی غیرلیبرال
مردم‌سالاری غیرلیبرال یا مردم‌سالاری کاذب (حزبی)، سیستم حاکمی است که در آن با وجود آن‌که انتخابات صورت می‌گیرد، آزادی‌های مدنی وجود ندارد و از این رو شهروندان از فعالیت‌های قدرت‌مداران واقعی بی‌اطلاع می‌مانند. این وضع ناشی از نبود چارچوبی قانونی و کافی جهت آزادی‌ها است. دولت‌های با چنین سامانه ای، خود را در هنگام برگزاری انتخابات، قیم می‌دانند و از سویی نبود آزادی‌هایی چون آزادی بیان و آزادی تجمع هر نوع مخالفتی را دشوار می‌سازد. قدرت در دموکراسیهای غیرلیبرال بین شاخه‌های دولت مرکزی و دولت محلی متمرکز است. رسانه‌ها اغلب توسط دولت کنترل می‌شوند و قویا از حکومت حمایت می‌کنند. طبیعتاً سازمان‌های غیردولتی نیز با محدودیتهای بسیاری روبرو هستند و حتی ممنوع اعلام می‌شوند.
دموکراسی غیر لیبرال طیف وسیعی از دموکراسی‌های شبه لیبرال تا دیکتاتوری‌ها را شامل می‌شود. یک معیار غیرلیبرال بودن دمکراسی این است که دریافت شود آن دمکراسی تا چه حد به انتخابات آزاد و عادلانه و رقابتی برای احراز مقام‌های دولتی اهمیت دهد.